# هارپل
هارپل (به هلندی: Harpel) یک منطقهٔ مسکونی در هلند است که در فلاخت‌وده واقع شده‌است. هارپل ۱۶۰ نفر جمعیت دارد.